# Sapiens - Un solo pianeta (quinta edizione)
Le puntate della quinta edizione di Sapiens - Un solo pianeta sono state trasmesse su Rai 3 il sabato sera dal 18 febbraio al 30 dicembre 2023 in prima serata.
| Puntata | Data             | Titolo                                         | Telespettatori | Share | Note |
| ------- | ---------------- | ---------------------------------------------- | -------------- | ----- | --- |
| 1       | 18 febbraio 2023 | La nostra Amazzonia: un'indagine ancora aperta | 681.000        | 4,2%  | Ospiti: Saverio D'Ottavi, Cacique Juarez, Beto Veríssimo, Grazia Pagnotta, Maria Luiza De Souza, Maria Augusta Assirati, José Galizia Tundisi, Stefano Mancuso, Roseni Saw, Rafael Rossima, Daniel Azeredo, Antonio Pennacchi, Eduardo Viveiros de Castro, Agamenon Menezes, Chico Catitu, Ageu Lobo, Fernanda Moreira, Rillete Akya, Lucyann Saw, Givanildo Dos Santos, Fabio Cianca, Massimo Carras |
| 2       | 25 febbraio 2023 | A che ora è la fine del mondo?                 | 865.000        | 6,16% | Ospiti: Bryan Walsh, Christopher Jackson, Alexa Van Eaton, Clive Oppenheimer, Keith Runholh, Madison Myers, Mike Voorhies, Winsome Eu, Micheal O'Connell, Freysteinn Sigmunddsson, Robert Mulvaney, Amy Gray Jones, Thorvaldur Thordasson, Eric Moody, Matthew Watson, Pedro Hernández, Lucia Annunziata, Diana Quesada, Haydy Di Bella, Juliet J. Biggs, Mike Poland                                 |
| 3       | 4 marzo 2023     | La materia oscura                              | 896.000        | 5,28% | Ospiti: Karl-Heinz Leven, Mathieu Da Vinha, Enrico Alleva, Lina Zeldovich, Klaus Vogel |
| 4       | 11 marzo 2023    | Il fattore "C" di Cristoforo Colombo           | 969.000        | 6,01% | Ospiti: Franco Farinelli, Lucio Russo, Michio Kaku, Stefano Mancuso, Greig Benjamin, Evan Fraser |
| 5       | 18 marzo 2023    | Una giornata particolare                       | 878.000        | 5,52% | Ospiti: Francesco Utano, Christopher Jackson, Halldór Geirsson, José Barros Da Rocha, Marcelo Alves, George Noronha, Ramon Llaneza, Charlie Bristow, Heidi Sevestre, Claire Paris-Limouzy, Lola Fatoyinbo, Fernanda Drumond, Mark Williams, Dave Powell, Alex Robinson Alyssa Adler, Holly Beck |
| 6       | 25 marzo 2023    | Le città che cambiano                          | 747.000        | 4,84% | Ospiti: Alina Yeo, Schirin Taraz Brienholt, Stephen Cairns, Wong Heang Fine, Heng Che Kiang, , Christoph Hoelscher, Panos Mavros, Elkhllioui Abdellatif, Thomas Schroepfer, Tanvi Maheshwari, Micheal Joos, Winston Chow, Heiko Aydt, George Loh, Jason Pomeroy, Wang Chien Ming, Lim Seng |
| 7       | 25 novembre 2023 | Oceani, ultimo mondo selvaggio                 | 654.000        | 4,29% | Ospiti: Pietrangelo Buttafuoco, Guillaume Néry, Laetitia Hedouin |
| 8       | 2 dicembre 2023  | Mediterraneo arabo                             | 640.000        | 4,1%  | Ospiti: Pietrangelo Buttafuoco, Gabriel Martinez-Gros, Emmanuelle Tixier du Mesnil, Bárbara Boloix Gallardo, Antonio G. Peral López, Sophie Makariou, Adeline Rucquoi, Federica Salvo, Giuseppe Lo Pilato, Valerio Agnesi, Eric Delpont |
| 9       | 9 dicembre 2023  | La natura dei fiumi                            | 651.000        | 4,11% | Ospiti: Pietrangelo Buttafuoco, Chiara Pucci, Federico Preti |
| 10      | 16 dicembre 2023 | Costruivano città                              | 627.000        | 4,09% | Ospiti: Pietrangelo Buttafuoco, Vincent Azoulay, Christophe Pébarthe, Paulin Ismard, Luciano Canfora, Eleni Aggelakopoulou, Raphael Jacob, François Queyrel, Edith Hall, Marino Niola, Tiziana D'Angelo, Vinciane Pirenne-Delforge |
| 11      | 23 dicembre 2023 | Il diluvio universale: mito o realtà?          | 790.000        | 4,65% | Ospiti: Pietrangelo Buttafuoco, Michaela Bauks, Mary Ann Ochota, Irving Finkel, Karin Zonneveld, Dominik Fleitmann, Jenny Collier |
| 12      | 30 dicembre 2023 | Maledetto Copernico                            | 810.000        | 4,95% | Ospiti: Pietrangelo Buttafuoco, Susan Richter, Krzysztof Mikulski, Philipp Schöbi, Tim Florian Horn |